# Juta (tkanina)

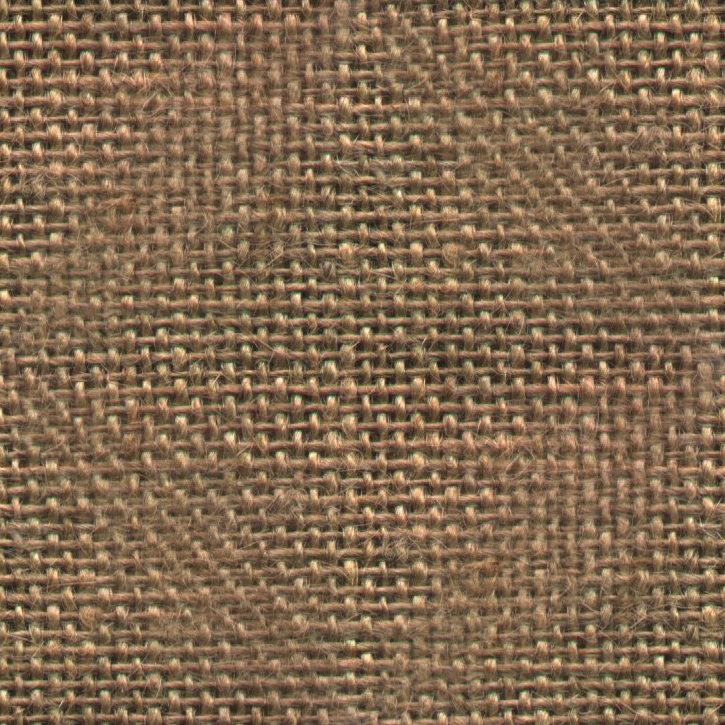
Juta

Zbiór juty

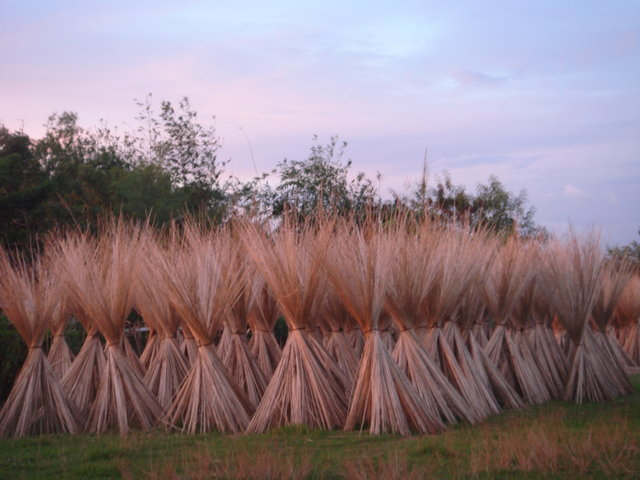
Zebrana juta w snopkach

Juta – włókno łodygowe produkowane z rośliny z rodzaju juta, uprawianej w Chinach, Pakistanie i innych krajach o gorącym, wilgotnym klimacie. Terminem tym określana jest również wytwarzana z niego tkanina o splocie płóciennym. Występuje w kolorze szarym lub złotawym, włókna juty dobrze i łatwo się barwią, natomiast bielenie ich jest trudne. Występuje w gramaturach od 125 g/m² do 350 g/m². Włókno jutowe, po bawełnianym, jest najbardziej rozpowszechnione (ze względu na swoją taniość i dużą wydajność).

## Zastosowanie
- worki
- ogrodnictwo (zabezpieczenie brył korzeniowych, pni podczas transportu)
- dekoracja wnętrz
- maskowanie
- sznury
- odpadki juty znajdują zastosowanie w przemyśle papierniczym